# Белые волки (фильм)
«Белые волки» (нем. Weisse Wölfe) — восточногерманский художественный фильм, снятый в 1969 году режиссёром Конрадом Петцольдом. Продолжение фильма «След Сокола».

## Сюжет
Вождь племени дакота Зоркий Сокол, его жена и два воина — все кто остался в живых из племени. Из резервации они отправляются в горы Блэк-Хиллс навстречу группе племени шайеннов. По пути к шайеннам жену Зоркого Сокола Вороново Крыло убивают белые бандиты. Вождь клянётся отомстить и отправляется в городок Тэнглвуд, преследуя убийцу жены, бандита Бешана, прислужника промышленника Харрингтона. Банда головорезов Бешана грабит транспорт, который перевозил зарплату рабочих с рудника, но жители города считают, что это дело рук индейцев. Сокол встречается с честным шерифом Паттерсоном, который готов ему помогать. Вместе они пытаются изобличить Бешана и доказать городу, что именно Бешан — виновник многочисленных преступлений, происходящих в Тэнглвуде. В конечной схватке Зоркий Сокол гибнет, успев нанести смертельное ранение своему кровному врагу.

## В ролях
- Гойко Митич — Зоркий Сокол, вождь племени дакота
- Хорст Шульце — Коллинз Харрингтон
- Барбара Брыльска — Кэтрин Эмерсон
- Хольгер Малих — Пат Паттерсон
- Слободан Димитриевич — Хитрый Лис
- Слободан Велимирович — Старки Линксхенд
- Хельмут Шрайбер — Сэм Блейк
- Фред Дельмаре — Петер Хилле
- Фред Людвиг — Джон Эмерсон
- Рольф Хоппе —  Джеймс Бешан
- Карл Цуговский — Энди Слик
- Предраг Милинкович — Давид
- Милан Яблонски — Джим
- Миливойе Попович-Мавид — Быстрый Олень
- Герри Вольф — Джошуа МакГрейв
- Пауль Берндт
- Хорст Пройскер
- Бруно Карстенс
- Ханнес Фишер
- Лейла Месхи
- Йохен Томас
- Дорде Попович
- Богич Бочкович
- Клаус-Петер Тиле — лейтенант

## Съёмочная группа
- Автор сценария: Карл Гюнтер
- Режиссёр: Конрад Петцольд
- Оператор: Эберхард Боркмэнн
- Композитор: Карл-Эрнст Зассе

## Съёмки
Сюжет фильма основан на реальных событиях — в 1874 году военная экспедиция Кастера открыла золото в Блэк-Хиллс (Южная Дакота), после чего старатели начали нелегально проникать на территорию, обещанную племени дакота в рамках большой резервации сиу. Так как правительство США не остановило белых шахтеров, индейцы начали военные действия, закончившиеся поражением сиу и разделением большой резервации на пять частей. Тем не менее, индейцы сиу продолжали сопротивляться насильственным переселениям в резервации вплоть до 1890 года, когда случился последний крупный конфликт между ними и армией США, известный как Бойня на ручье Вундед-Ни.
Расположенный в горах Блэк-Хиллс золотой рудник Хоумстейк до своего закрытия в 2002 году был самым большим золотым рудником на территории США.
Прототипом города Тэнглвуд явился город Дэдвуд. Фильм снимался в Боснии — как и многие фильмы «индейской серии» студии ДЕФА совместными усилиями стран социалистического лагеря. Роль жены Зоркого Сокола исполнила грузинская актриса Лали Месхи, а роль Кэтрин Эмерсон — Барбара Брыльска (Польша)
Критики отметили, что одна из лучших ролей Коллинза Харрингтона удалась Хорсту Шульце, который сыграл роли негодяев в нескольких фильмах серии об индейцах.